# Fumiko Hayashi
Fumiko Hayashi (林 芙美子?, Hayashi Fumiko; Shimonoseki, 31 dicembre 1903 – Tokyo, 28 giugno 1951) è stata una scrittrice e poetessa giapponese.
È nota per i suoi "diari" apparentemente autobiografici e per i romanzi che narrano storie di donne appartenenti alle classi più umili della società giapponese. Rappresentò la nuova generazione di scrittrici degli anni venti in Giappone

## Biografia

### I primi anni: la scrittrice vagabonda
Fumiko Hayashi nacque nel 1903 nella prefettura di Yamaguchi, a Moji, vicino a Shimonoseki. I suoi genitori Asatarō Miyata (1882-1945) e Kiku Hayashi (1868-1954) non erano sposati quando venne alla luce, e Fumiko venne registrata con il cognome della madre.
Il suo status sociale di shiseiji (figlia illegittima) non la portò mai ad esprimere sentimenti negativi nei confronti del concepimento fuori dal vincolo matrimoniale, perché per lei la nascita in sé rivestiva un'importanza secondaria. Alcuni dei personaggi descritti nei suoi romanzi sono figli illegittimi, ma la loro condizione non ha conseguenze dal punto di vista psicologico, è descritta piuttosto come una barriera sociale. Enfatizzando l'emarginazione, Fumiko Hayashi esprime un nuovo punto di vista nei confronti della famiglia giapponese tradizionale, che diventerà denuncia dei valori patriarcali.
Le varie attività intraprese dal padre — venditore ambulante di oggetti di lacca e coltelleria, commesso in un banco di pegni, gestore di una casa d'aste e di una catena di negozi — condussero Fumiko e la madre a una vita itinerante, caratterizzata da un continuo viaggiare: Moji, Shimonoseki, Wakamatsu. In quest'ultima cittadina del Kyūshū Fumiko rimase per tre anni, finché nel 1910, quando aveva sette anni, l'infedeltà del padre Asatarō pose fine alla relazione familiare. Fumiko seguì la madre, che con il nuovo compagno Kisaburō Sawai (1888-1933), ex dipendente di uno dei negozi del padre, si stabilì a Nagasaki.
Anche nel corso dei successivi dieci anni, nonostante l'apparente stabilità della nuova famiglia, Fumiko cambia diverse volte la propria residenza e le scuole frequentate per seguire le mutate sedi di lavoro del patrigno. Nel 1914, alla chiusura del negozio presso cui questi lavorava, viene affidata dalla madre a una parente a Kagoshima. Nel 1916 risiederà saltuariamente a Onomichi, utilizzata come base durante gli spostamenti continui di Kiku e Kisaburō, ai quali si unisce nell'attività di vendita ambulante.
Nella scuola frequentata a Onomichi Fumiko conosce un insegnante, Masao Kabayashi, che riconosce per primo il suo talento letterario e la incoraggia a proseguire gli studi.
Nel 1922 decide di lasciare Onomichi per trasferirsi a Tokyo. La spingono il desiderio di ricongiungersi al suo primo amore, lo studente Gun'ichi Okano, diplomatosi nella scuola da lei frequentata, partito per Tokyo per specializzarsi negli studi, e il proposito di iscriversi all'università e di vivere nella città ritenuta l'epicentro della vita letteraria dell'epoca. Non tutto andrà come prevedeva: la relazione con Gun'ichi terminerà di lì a poco a causa dell'opposizione dei genitori di questi, forse insoddisfatti delle sue umili origini. Per mantenersi gli studi Fumiko dovrà svolgere diversi lavori, ma i guadagni non saranno mai sufficienti.
Riesce tuttavia a conoscere diversi scrittori, tra cui Kōji Uno, Sūshei Tokuda, il poeta e attore Wakao Tanabe, che spesso la sostengono anche economicamente. Diverse sono le relazioni sentimentali intrecciate in quel periodo, fra cui la più turbolenta sarà quella con il poeta Yoshiya Nomura, segnata da violenze fisiche.
Tramite le amicizie strette viene introdotta nel circolo di poeti modernisti che allora vivevano e lavoravano a Tokyo e che si ispiravano al dadaismo, all'anarchia e alla nuova letteratura proletaria. Grazie a questo nuovo e trasgressivo ambiente Hayashi viene a contatto con nuove idee e teorie di poesia e approfondisce la sua conoscenza della letteratura straniera. Gli anni venti rappresentano un periodo molto stimolante dal punto di vista artistico e letterario: è in questi anni che nasce una nuova generazione di scrittrici e un primo — sebbene appena abbozzato — pensiero femminista.
Nell'estate del 1924 Hayashi pubblica con l'amica poetessa Shizue Tomodani una raccolta di poesie intitolata Futari (Noi due) che riceve critiche positive. Nel 1926 si sposa con il pittore Ryōkubin Tezuka (1902-1987).
Tra il 1922 e 1928 scrive Utanikki, diario poetico che riporta i suoi pensieri e sentimenti in un mix di prosa e poesia. Da questo scritto trae ispirazione per la prima collezione di poesia, Aouma wo mitari (Ho visto un cavallo celeste, 1929), e per una delle sue opere maggiori, Hōrōki (Diario di una vagabonda, 1930).
La parola hōrō (errare, viaggiare) ha due significati: il primo, muoversi senza uno scopo prestabilito; il secondo, "fa come meglio ti aggrada". Entrambe le interpretazioni riportano alla vita di Fumiko e ai suoi continui spostamenti. Il viaggio sarà un tema ricorrente nelle opere dell'autrice, tanto che per merito suo il kikōbun (racconti di viaggio) diventerà popolare in quegli anni. Hōrōki darà voce al genere femminile dell'epoca e conferìrà all'autrice una posizione di successo nel mondo della letteratura giapponese.

### Il giornalismo e i viaggi all'estero. Il romanzo Naturalista

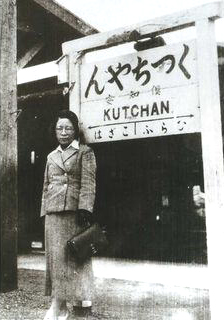

Negli anni trenta Hayashi dedica maggiore tempo all'attività letteraria impegnandosi non solo nella prosa e nella poesia ma anche nel giornalismo. In questo periodo viaggerà molto all'estero. Nel 1930, con altre scrittrici giapponesi, visita l'isola di Taiwan su invito del governatore giapponese, e successivamente si reca in Cina e Manciuria. Nel 1931 e 1932 è in Europa, a Parigi e Londra.
Dopo l'inizio della guerra sino-giapponese nel 1937, lavora come corrispondente di guerra per il quotidiano Tokyo Nichi Nichi Shinbun. Accetta di andare per conto del governo militare giapponese in Cina e nei suoi articoli darà giudizi positivi sull'amministrazione giapponese nei territori occupati. Nel 1937 viene inviata a Shanghai e a Nanchino come corrispondente del Mainichi Shinbun e ritorna in Cina nelle vesti di reporter come membro di un nuovo organo governativo composto da scrittori giapponesi, il Pen Butai.
Nel 1938 è la prima donna giapponese a entrare a Nanchino dopo la conquista giapponese della città. Nelle sue cronache Hayashi non farà menzione del massacro perpetrato contro i civili, anche se noto a livello internazionale. Nel corso degli anni successivi intraprenderà dei viaggi in Corea e Manciukuò con altri scrittori giapponesi. Nel 1942-1943, dopo l'inizio della guerra del Pacifico, farà parte di un gruppo di scrittori in viaggio per sei mesi nel Sud est asiatico, toccando Singapore, Giava, Sumatra e il Borneo. La partecipazione a questi viaggi le varrà in seguito molte critiche e accuse di "collaborazionismo".
Nel 1931 sulla scia di Hōrōki pubblica altre due opere: Fūkin to Uo no Machi (La città della fisarmonica e dei pesci, 1931) e Seihin no Sho (Un atto di onesta povertà, 1931), interpretate rispettivamente come l'introduzione e il seguito dell'ormai popolare Diario di una Vagabonda. La vita dell'autrice continua a essere la sua fonte di ispirazione principale. I temi ricorrenti sono l'infanzia solitaria, la determinazione della madre e l'assenza di una figura paterna, le origini provinciali, il cambiamento repentino.
Tornata in Giappone Hayashi riscopre una nuova ispirazione avvicinandosi alla letteratura naturalista, e verrà influenzata dallo stile dello scrittore Shūsei Tokuda (1871-1943).
Le figure femminili rimangono al centro delle sue opere: esprimono forte volontà, determinazione, indipendenza. Di contro gli uomini con i quali esse interagiscono vengono privati di ogni valore e resi inutili.
Le sue opere maggiori del periodo furono Nakimushi Kozō (Il ragazzo piagnucolone, 1934) e Inazuma (Lampi, 1936).

### Il successo del dopoguerra

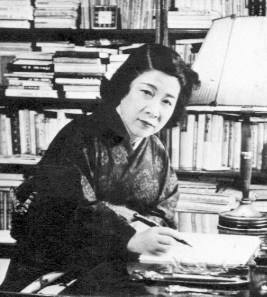

Nell'aprile del 1944 Hayashi con il figlio adottivo Tai e la madre Kiku si sposta nelle montagne della prefettura di Nagano per sfuggire ai sempre più persistenti bombardamenti di Tokyo. In questo luogo isolato trova una nuova ispirazione, nonostante l'impossibilità di pubblicare i manoscritti a causa della guerra. Inizia a scrivere favole e storie per i bambini del villaggio in cui vive, e riprende a comporre opere poetiche.
Si nota un cambio di tono rispetto al suo giovanile e romantico ottimismo. Pur continuando a dar voce agli emarginati, interviene con un approccio più pessimistico. Gli esseri umani descritti sono destinati alla sofferenza e all'incapacità di comunicare i veri sentimenti, i protagonisti provano ad affrontare la vita dal punto di vista più pratico, i personaggi interessati alla filosofia e alla politica sono raramente descritti in maniera positiva.
Tornata a Tokyo nell'ottobre del 1945, Hayashi vive il periodo più prolifico della sua esistenza. Risale a questi anni la pubblicazione di Ukigumo (Nubi fluttuanti, 1949), opera della maturità e dai più considerata il capolavoro dell'autrice. La situazione di stallo tra tradizione e modernità che sta vivendo il Giappone alla fine della guerra viene descritta dalla scrittrice come un periodo di angoscia, totalmente privo di speranze. La figura femminile è ancora alla ricerca della felicità, ma nonostante i continui sforzi non ottiene l'emancipazione e la possibilità di una vita migliore. La ricerca della felicità risulta meno potente del senso di perdita: dell'identità, dell'amore, delle esperienze che non torneranno. Ancora presente è il tema del viaggio, non più come risposta ai problemi o evasione dal quotidiano, ma come fautore di conseguenze negative. I viaggi, vissuti o sognati sono sinonimo di nostalgia ed angoscia per i personaggi.
Tra il 1946 e il 1949 Hayashi scrive diverse storie basate sulla vita dei poveri e sulle donne lavoratrici. Le donne sono sempre vittime delle circostanze, ma cercano di reagire per dare un significato alle loro azioni. Una delle storie più conosciute è Bangiku (Il tardo crisantemo, 1948) che le fa guadagnare il premio per la letteratura femminile nel 1949. Altre storie dimostrano la padronanza acquisita: Boruneo Daiya (Borneo diamond, 1946), Kawahase (Perno del fiume, 1946), Suisen (Narciso, 1947), Uzushio (Correnti vorticose, 1947), Dauntaun (Downtown, la periferia, 1949), Hone (Ossa, 1949) e Chairo no me (Occhi marroni, 1950).
Meshi (Pasti, 1951) è l'ultimo romanzo, rimasto incompiuto, che tratta le preoccupazioni comuni del popolo giapponese. Il tema non è la tragedia che portò la seconda guerra mondiale, ma piuttosto le ansie e le preoccupazioni per la repentina modernizzazione che sta travolgendo il paese.
All'apice del successo Hayashi non si risparmia e continua a produrre a ritmo serrato, pur consapevole di avere dei problemi di salute. Muore tre mesi dopo l'inizio della stesura di Meshi a causa di una crisi cardiaca, probabilmente dovuta allo stress e al lavoro eccessivo. Le onoranze funebri furono presidiate dall'amico Yasunari Kawabata (1899-1972) e la contemporanea presenza al suo funerale di letterati e di gente comune attestò il raggiungimento dell'obiettivo prefissato dall'autrice stessa: ottenere l'attenzione del popolo e degli intellettuali.
Hayashi raggiunse la vetta più alta della letteratura giapponese solo poco prima della morte, avvenuta il 27 giugno del 1951. Aveva 48 anni.

## Opere
Tra le opere più importanti:
- Hōrōki (放浪記), 1930, Diario di una Vagabonda (romanzo autobiografico);
- Fūkin to uo no machi (風琴と魚の町), 1931, La città della fisarmonica e del pesce (racconto), Milano, Mondadori, 2015;
- Seihin no Sho (清貧の書), 1933, Un atto di onorevole povertà (romanzo autobiografico);
- Nakimushi Koso (泣虫小曽), 1934, Il piagnucolone (romanzo); fonte del film Nakimushi Koso di Shiro Toyoda (1938);
- Inazuma (稲妻), 1937, Lampi (romanzo), Venezia, Marsilio, 2013; fonte del film Inazuma di Naruse (1952);
- Ame (雨), 1942, Pioggia (romanzo);
- Uzushio (渦潮), 1947, Correnti vorticose (romanzo);
- Bangiku (晩菊), 1948, Il tardo crisantemo[19] (breve storia);
- Shirasagi (白鷺), 1949, Airone bianco (breve storia);
- Suisen (推薦), 1949, Narciso (breve storia);
- Chairo no me (茶色の目), 1950, Occhi marroni (romanzo);
- Ukigumo (浮雲), 1951, Nubi fluttuanti (romanzo); trasposizione in film dal regista Mikio Naruse (1955);
- Meshi (めし), 1951, Pasto (romanzo).